# Mesembrius hainanensis
Mesembrius hainanensis är en tvåvingeart som beskrevs av Li 1995. Mesembrius hainanensis ingår i släktet Mesembrius och familjen blomflugor. Inga underarter finns listade i Catalogue of Life.